# Rodengo-Saiano
Rodengo Saiano (Rudènch Saià in dialetto bresciano) è un comune italiano di 9 890 abitanti della provincia di Brescia in Lombardia.

## Geografia fisica
Rodengo dal punto di vista della geografia fisica è collinare, ma presenta comunque un rilievo montano, Monte Pianello (678 m s.l.m.).
Altri rilievi collinari sono il Monte Delma (340 m s.l.m.) e il colle della Rocca (299 m s.l.m.).

### Clima
Il clima a Rodengo-Saiano è caldo e temperato, con piovosità significativa durante tutto l'anno.
La temperatura media annuale è di 12,1 °C, essendo luglio il mese con temperature più alte (26,4 °C) e gennaio il mese con temperature più basse (-1,6 °C).
La piovosità media annuale è di 1077 mm. In particolare le piogge sono più scarse nel mese di gennaio (54 mm) e più abbondanti nel mese di novembre (122 mm).
| [ 6 ]               | Mesi | Mesi | Mesi | Mesi | Mesi | Mesi | Mesi | Mesi | Mesi | Mesi | Mesi | Mesi | Stagioni | Stagioni | Stagioni | Stagioni | Anno  |
| [ 6 ]               | Gen  | Feb  | Mar  | Apr  | Mag  | Giu  | Lug  | Ago  | Set  | Ott  | Nov  | Dic  | Inv      | Pri      | Est      | Aut      | Anno  |
| ------------------- | ---- | ---- | ---- | ---- | ---- | ---- | ---- | ---- | ---- | ---- | ---- | ---- | -------- | -------- | -------- | -------- | ----- |
| T. max. media (°C)  | 6,1  | 7,7  | 12,2 | 16,0 | 20,1 | 24,5 | 26,4 | 26,0 | 21,3 | 16,4 | 10,9 | 6,8  | 6,9      | 16,1     | 25,6     | 16,2     | 16,2  |
| T. min. media (°C)  | −1,6 | −1,3 | 1,5  | 5,2  | 9,7  | 14,4 | 17,0 | 17,2 | 13,7 | 9,7  | 4,8  | 0,1  | −0,9     | 5,5      | 16,2     | 9,4      | 7,5   |
| Precipitazioni (mm) | 54   | 58   | 68   | 93   | 104  | 100  | 86   | 95   | 115  | 116  | 122  | 66   | 178      | 265      | 281      | 353      | 1 077 |

## Storia
Rodengo, in epoca romana, era attraversato da un'importante strada romana consolare che metteva in comunicazione Brescia (lat. Brixia) con la Val Camonica (lat. Vallis Camunnorum) costeggiando il lago d'Iseo (lat. Sebinus lacus: da cui il nome della strada) e terminando a Rogno (lat. Rognum).
La nascita del comune risale al 18 ottobre 1927, quando, col Regio Decreto nº 2011, Rodengo e Saiano vennero unificati in un'unica municipalità.
I due centri, infatti, mantennero nei secoli la loro indipendenza in considerazione della diversa origine storica. Saiano, infatti, nasce in epoca romana, come provato dal rinvenimento di un cippo funerario conservato al Museo di Santa Giulia di Brescia; Rodengo, invece, ha un’origine longobarda, come attestato da una carta topografica del 910 d.C. Si narra anche che Carlo Magno avrebbe fatto costruire a Rodengo una chiesa dedicata al santo vescovo francese Dionigi e avrebbe battezzato la zona "piccola Francia", da qui il nome Franciacorta.
Probabilmente, intorno al VI secolo, a Saiano sorse un castello o un piccolo borgo rettangolare, in parte recuperato successivamente da una villa e il quale fossato era visibile sino ad alcuni decenni fa. Nel castello di Saiano era presente anche una cappella, ufficiata da un sacerdote. Il castello venne posseduto dalla famiglia Turriceni e successivamente dai Bettoni Cazzago, che trasformarono il vecchio castello nella Villa Paolina, ora Villa Maria.
Intorno alla fine dell'XI secolo, venne fondata a Rodengo l'abbazia di San Nicola. L'abbazia venne nominata per la prima volta in un documento del 1085, un atto di donazione di un terreno, destinato a un monastero dedicato a San Pietro. L'abbazia aveva un ruolo importante nella comunità, in quanto serviva per dare alloggio e ristoro a coloro che erano in pellegrinaggio verso Roma. Intorno al Trecento il cenobio stava subendo una lenta decadenza, che fu oggetto di contesa tra i monaci e il priore Corradino Caprioli. Appena ottenuto il pieno controllo dell'abbazia, i monaci riempirono l'abbazia di magnifiche opere d'arte.
Nel 1589, il piccolo convento di Saiano, situato sulle pendici del colle Delma, venne affidato ad una comunità di Terziari francescani. Accanto al convento, si trovava la chiesa, all'epoca dedicata a Santa Maria in Colle. Con l'arrivo nel 1671 dei Frati minori osservanti, che diedero al convento la denominazione di Convento del Calvario, il convento venne ampliato ancora. In quel periodo la chiesa del convento diventò la Chiesa di Santa Maria degli Angeli, ed ancora oggi è così. Dopo la soppressione del convento, venne acquistato dal beato Lodovico Pavoni, che lo rese sede della sua congregazione, lo trasformò in una scuola di artigianato per sordomuti e fece costruire, sulla strada per arrivare al convento, le quattordici stazioni della Via Crucis, presenti ancora oggi. Oggi il convento è diventato l'Accademia Symposium, un istituto di formazione agroalimentare. 
Del patrimonio storico di Rodengo-Saiano è parte anche la Villa Fenaroli, costruita all'inizio del XVIII secolo e ristrutturata nel XIX secolo dall'architetto Antonio Tagliaferri, e posseduta dalla nobile famiglia dei Fenaroli.
Nel 1920, i fascisti entrarono nel paese, prendendo il controllo della cooperativa fondata da don Giambattista Salvi, fondando la sede  cittadina dei Fasci italiani di combattimento, ampliarono il cimitero comunale, imposero la chiusura delle attività degli oratori e del teatro della parrocchia e unirono i due comuni di Rodengo e Saiano.
Durante la Seconda guerra mondiale, il paese si riempì di sfollati e accaddero terribili avvenimenti. Uno dei più famosi eventi accaduti nel periodo avvenne tra il 26 ed il 27 aprile 1945, quando, a guerra ormai conclusa, un gruppo di dieci partigiani vennero torturati e uccisi da un reparto di SS stanziato in paese.
Nella metà del 1945, dopo la fine della guerra, venne inaugurata la Chiesa di Cristo Re, che venne consacrata nell'ottobre 1946 dal vescovo Giacinto Tredici. Attualmente, il parroco è Don Fulvio Ghilardi.

### Simboli
Lo stemma e il gonfalone sono stati concessi con decreto del presidente della Repubblica del 6 aprile 1987.
Il gonfalone è un drappo troncato d'azzurro e di bianco.

## Economia
A Rodengo-Saiano, fino a pochi decenni fa, l'economia era basata principalmente sull'agricoltura e l'allevamento, soprattutto sulla coltivazione di viti, cereali, e la produzione di formaggi. Inoltre, anche la bachicoltura era diffusa sul territorio. Ancora oggi, numerosi alberi di gelso sono presenti sul territorio, soprattutto nella zona vicino alla Cascina Benedetta di Rodengo. Nel paese sono anche presenti numerose coltivazioni delle già citate viti, che vengono utilizzate soprattutto per la produzione del vino, soprattutto del Franciacorta. Una delle cantine più celebri del paese è la Cantina Mirabella, aperta nel 1979, con sede in località Cantarane.
Le prime industrie hanno raggiunto Rodengo-Saiano tra gli anni '50 e '70, con l'apertura di diverse piccole fabbriche nel paese. Nel 1962 apre la Metallurgica Trafilati Alluminio (METRA), una fabbrica celebre attiva ancora oggi nel settore metallurgico, con diverse sedi in Italia e due in Canada, nota anche per aver fornito rivestimenti per il Bosco Verticale, la Piramide del Louvre e il One Vanderbilt.

## Monumenti e luoghi d'interesse
- Parco delle Colline, assieme ai comuni di Collebeato, Brescia, Botticino, Cellatica, Bovezzo e Rezzato è stato istituito il Parco delle colline.
- Abbazia Olivetana di San Nicola, risalente al 1085-1090.
- Accademia Symposium, ex convento francescano risalente al 1534 voluto dal politico e cavaliere della Repubblica di Venezia, Scipione Provaglio[20].
- Chiesa di Cristo Re, chiesa parrocchiale di Saiano.
- Chiesa di San Salvatore, ex chiesa parrocchiale di Saiano.
- Chiesa di Cristo Risorto, una delle due chiese parrocchiali di Padergnone.
- Chiesa di San Rocco, a Padergnone.

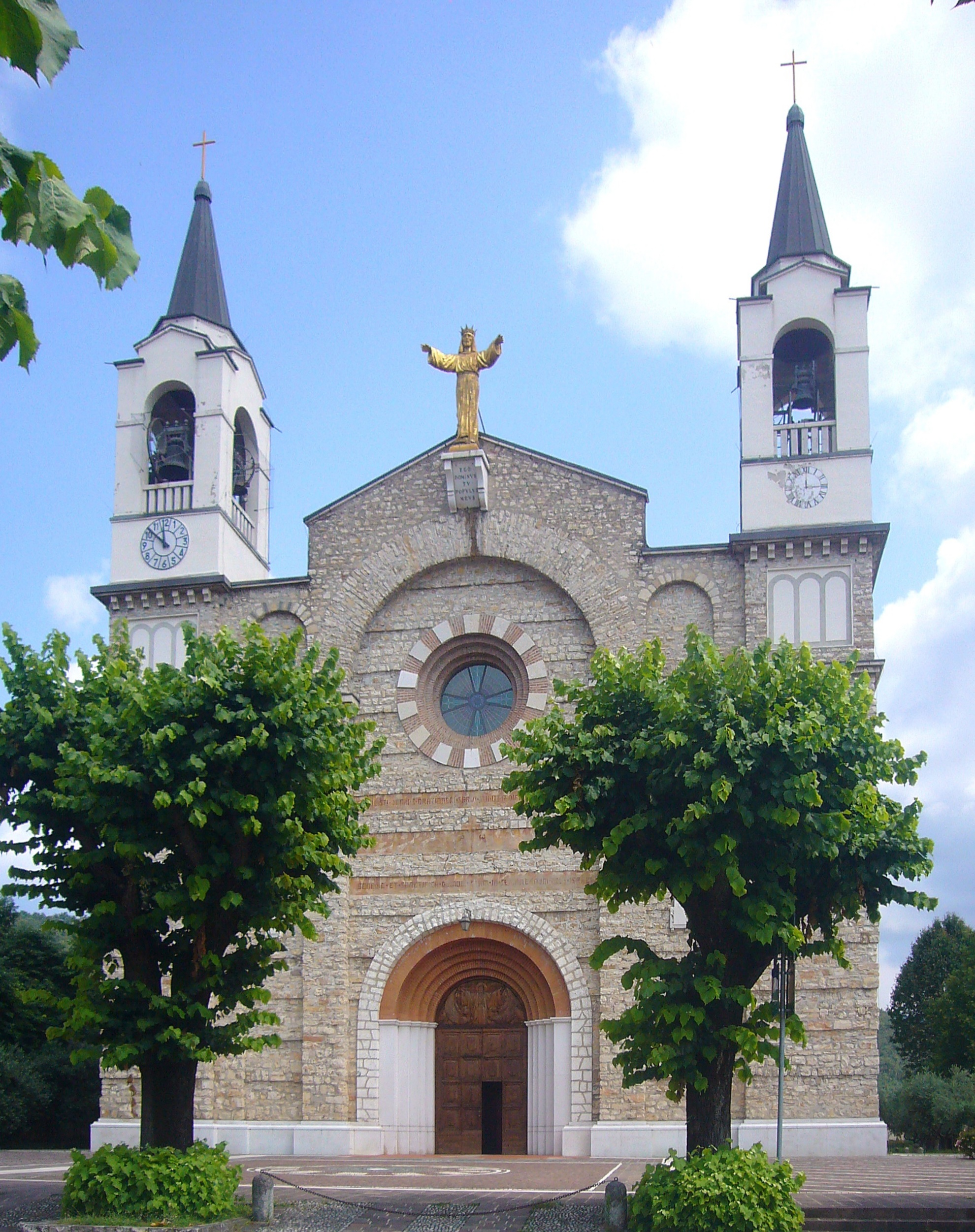
Chiesa di Cristo Re
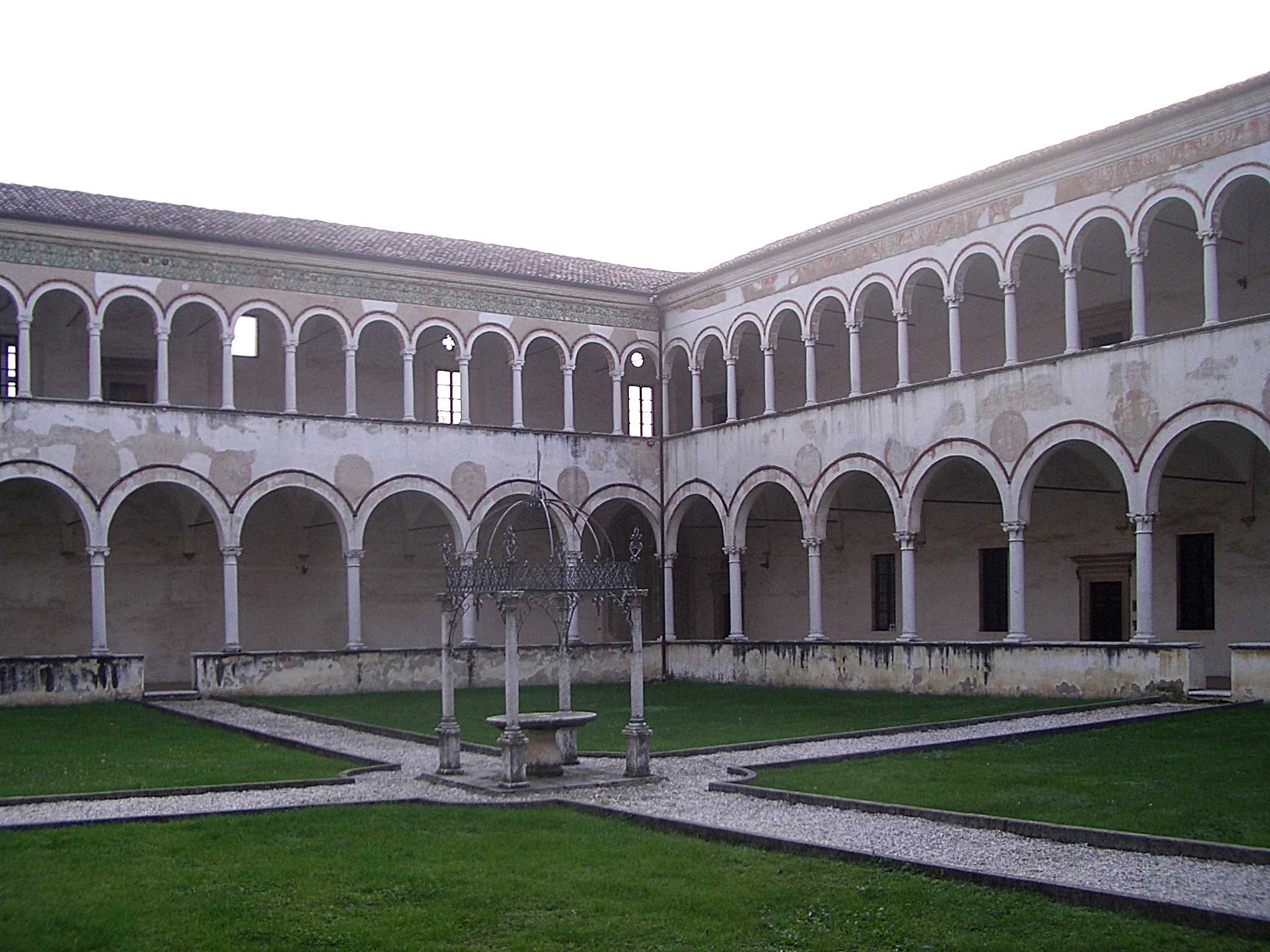
Il chiostro grande (o chiostro del Cinquecento) nell'Abbazia Olivetana di San Nicola
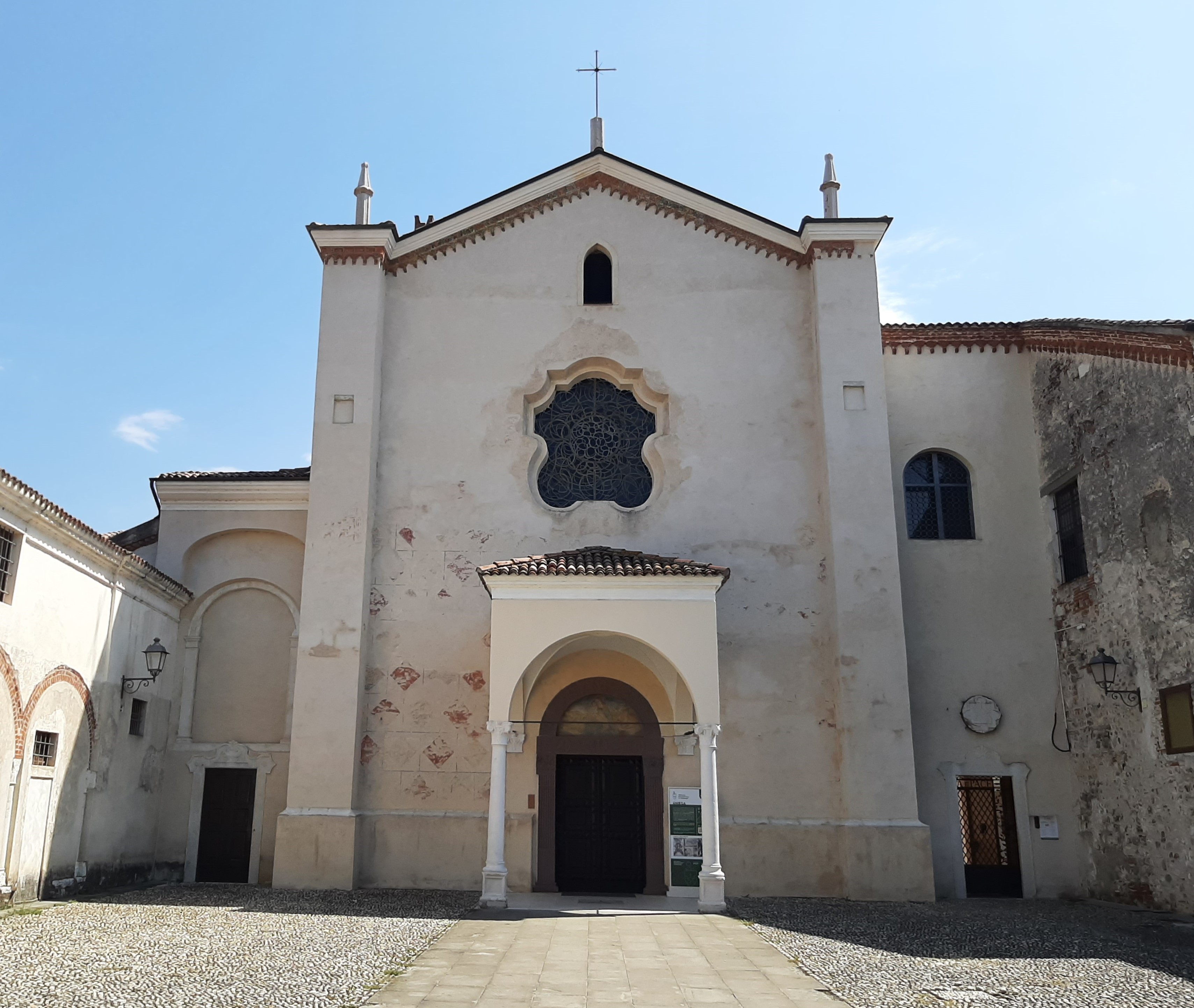
Chiesa di San Nicola, all'interno dell'Abbazia Olivetana di San Nicola
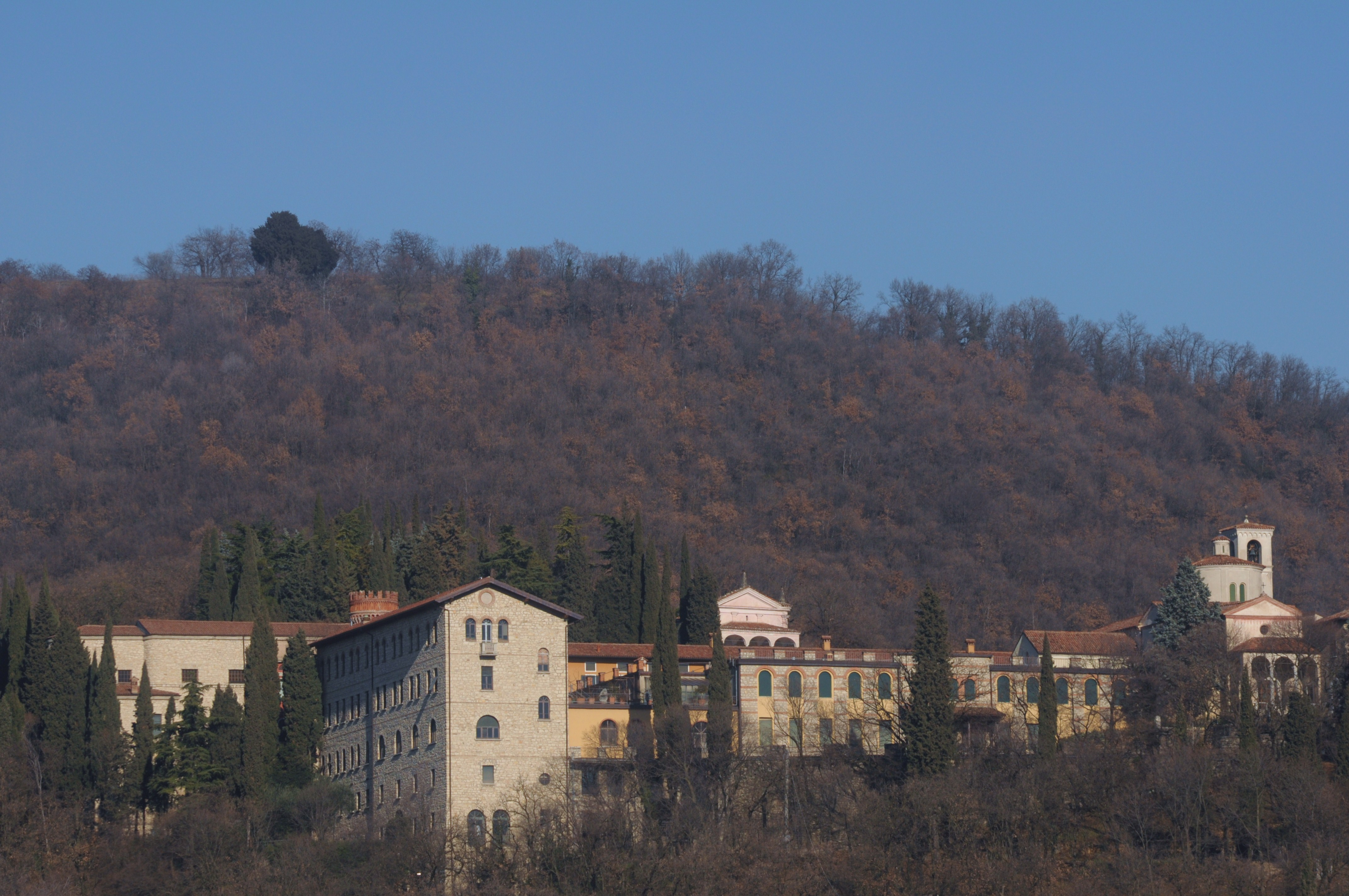
L'Accademia Symposium, ex convento francescano
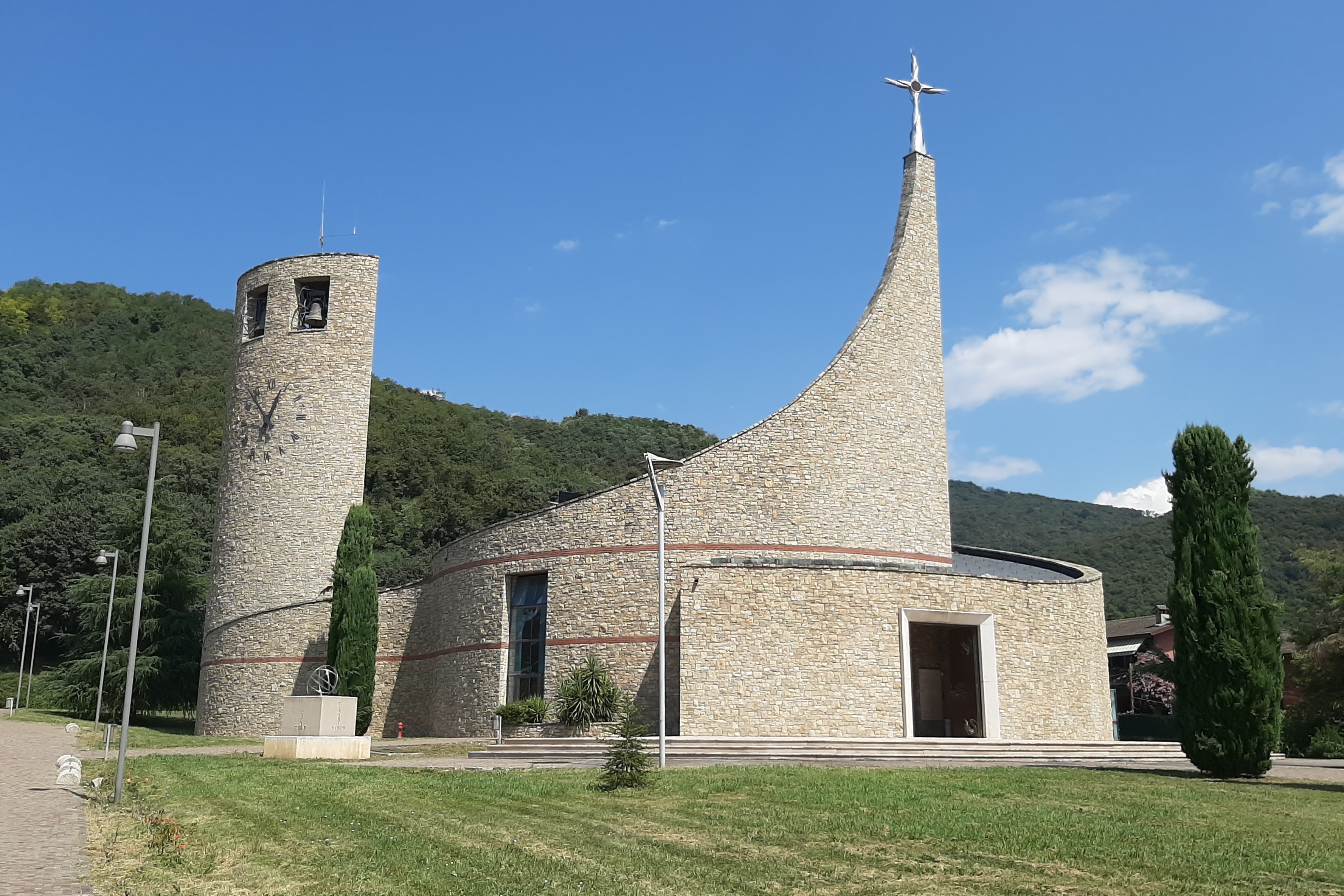
Chiesa di Cristo Risorto
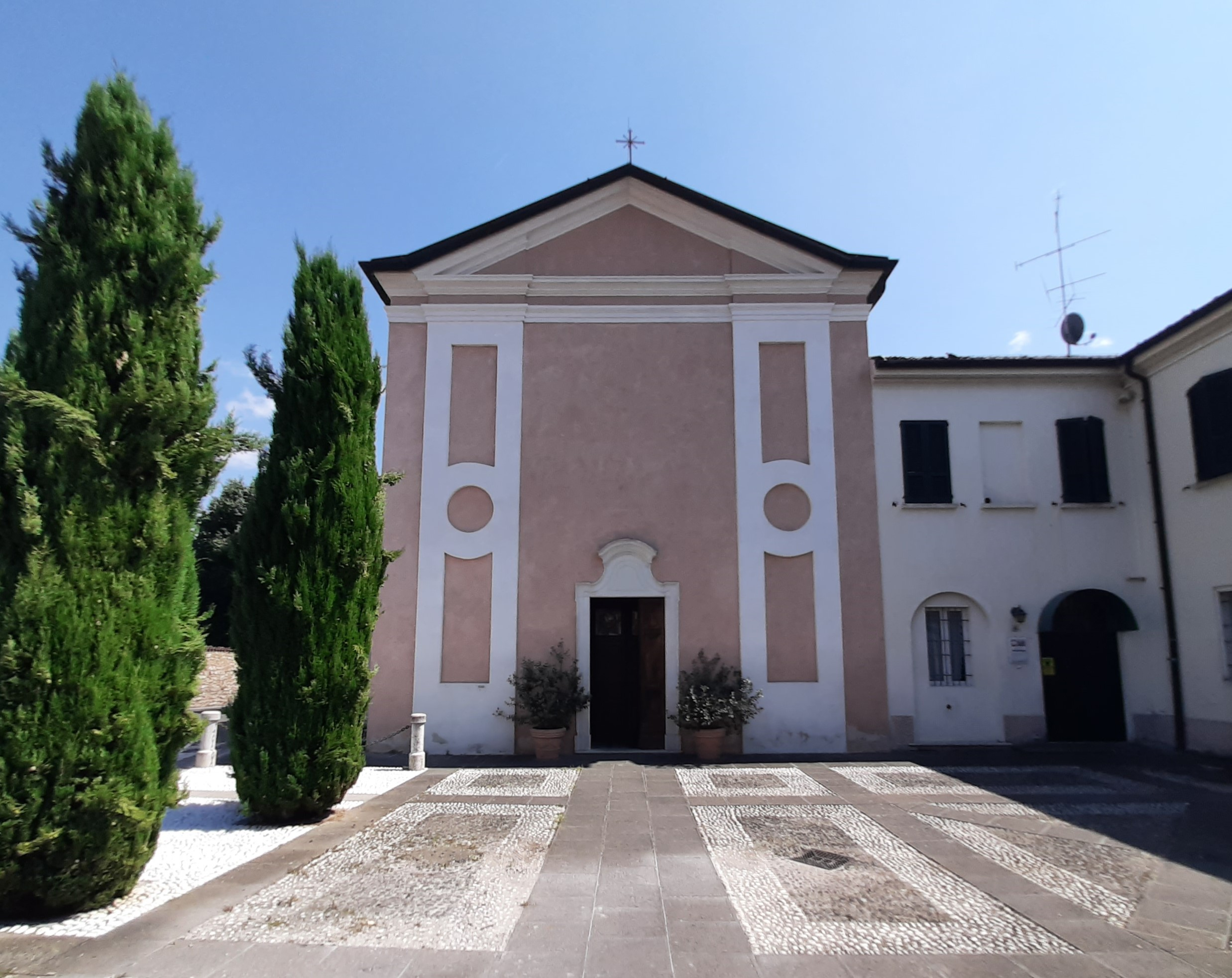
Chiesa di San Rocco a Padergnone

## Società

### Evoluzione demografica
Abitanti censiti

### Etnie e minoranze straniere
Al 31 dicembre 2024, a Rodengo-Saiano i residenti con la cittadinanza straniera erano 486, circa il 4,9% della popolazione. Di seguito sono riportati i gruppi più consistenti:
- Romania 87
- Albania 57
- Pakistan 51
- Senegal 28
- Ucraina 27
- Moldavia 26
- Marocco 24
- Egitto 21
- India 15
- Filippine 14

### Religione
Sul territorio di Rodengo-Saiano la religione principale è quella cattolica. Però, come in tutta Italia, visti i fenomeni di immigrazione e gli altri cambiamenti demografici in atto negli ultimi anni, si stanno diffondendo religioni come l'Islam e la religione ortodossa. Inoltre, sono sempre più diffusi l'ateismo e l'agnosticismo.

### Lingue e dialetti
Nel territorio di Rodengo-Saiano è parlato l'italiano. Il dialetto locale è il dialetto bresciano. 

### Frazioni
Muraga, Saiano, Bettola, Bettolino, Delma, Moie, Padergnone e Ponte Cingoli.

## Amministrazione

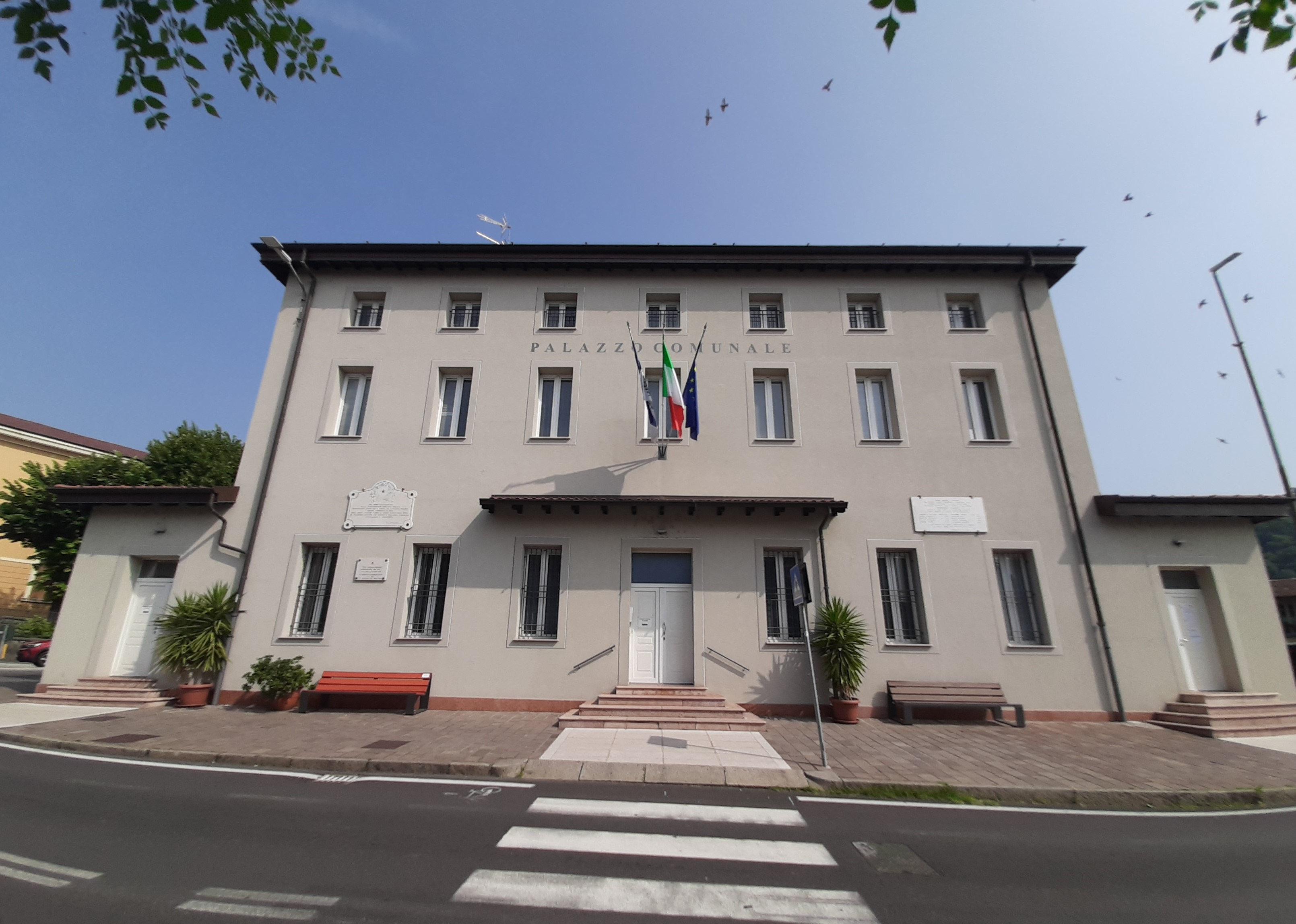
Municipio di Rodengo-Saiano

| Periodo        | Periodo        | Primo cittadino                | Partito                               | Carica      | Note                 |
| -------------- | -------------- | ------------------------------ | ------------------------------------- | ----------- | -------------------- |
| 1946           | dicembre 1951  | Alessandro Guerrini            | ?                                     | Sindaco     | [ 23 ]               |
| dicembre 1951  | agosto 1957    | Alessandro Molinari            | ?                                     | Sindaco     | [ 24 ] [ 25 ] [ 26 ] |
| agosto 1957    | 1960           | Secondo Bertoli                | ?                                     | Sindaco     | [ 27 ]               |
| 1960           | settembre 1962 | Pieregidio Gelfi               | ?                                     | Sindaco     | [ 27 ]               |
| settembre 1962 | ottobre 1972   | Alessandro Molinari            | ?                                     | Sindaco     | [ 27 ]               |
| ottobre 1972   | giugno 1977    | Giuseppe Cavagnola             | ?                                     | Sindaco     | [ 27 ]               |
| 1977           | 6 giugno 1985  | Lino Bonetti                   | ?                                     | Sindaco     | [ 28 ] [ 29 ]        |
| 6 giugno 1985  | 14 giugno 2004 | Alessandro Ferrari             | DC poi lista civica di centro         | Sindaco     |                      |
| 14 giugno 2004 | 8 giugno 2009  | Ezio Zorzi                     | lista civica di centro                | Sindaco     |                      |
| 8 giugno 2009  | 3 agosto 2018  | Giuseppe Andreoli              | PdL-LN poi FI-FdI-Mod                 | Sindaco     | [ 30 ]               |
| 3 agosto 2018  | 27 maggio 2019 | Salvatore Rosario Pasquariello |                                       | Commissario |                      |
| 27 maggio 2019 | 18 agosto 2020 | Luigi Caimi                    | LN-FI-FdI                             | Sindaco     | [ 30 ]               |
| 18 agosto 2020 | 4 ottobre 2021 | Stefano Simeone                |                                       | Commissario |                      |
| 4 ottobre 2021 | in carica      | Rosa Vitale                    | lista civica Uniti per Rodengo Saiano | Sindaco     |                      |

### Gemellaggi
- Kürten (dal 30 settembre 2000[31])

## Sport
Dal 1983 al 2011 aveva sede nel Comune la società di calcio Associazione Calcio Rodengo Saiano. La squadra C.S. Saiano, nata nel 1999, milita nel campionato di Promozione.

### Impianti sportivi
Lo Stadio Polisportivo Comunale è una struttura dotata di un campo da calcio in erba, dalle dimensioni di 105 × 65 m e di una tribuna laterale da 2 500 posti a sedere.